# Thorgal : La Malédiction d'Odin
Pour les articles homonymes, voir Thorgal (homonymie).
Thorgal : La Malédiction d'Odin est un jeu vidéo d'aventure développé et édité par le studio français Cryo Interactive en 2002. Le jeu met en scène l'univers de la bande dessinée Thorgal créée en 1977 par Jean Van Hamme (au scénario) et Grzegorz Rosiński (au dessin).

## Synopsis

### Univers
Le jeu est une adaptation en jeu vidéo de l'univers de la bande dessinée Thorgal, qui s'inspire de la mythologie nordique en y mêlant des éléments de fantasy et de science-fiction.

### Histoire
Le jeu propose une histoire originale dans l'univers de Thorgal. Alors que Thorgal est retenu par une tempête dans un village viking, incapable de rejoindre Aaricia et ses enfants, un vieil homme, un devin nommé Noral, lui montre dans un miroir magique une vision de l'avenir terrible, dans laquelle Thorgal se voit tuer son propre fils, Jolan. Il ne s'agit que d'un avenir possible... mais Thorgal doit trouver comment faire pour éviter que cet événement ne se produise pour de bon.
Le héros tente de rejoindre un village de pêcheurs par l'intérieur des terres, pour y acheter un bateau. Mais sur la route, il devra affronter des bandits, ce qui semble être un dragon, ainsi qu'un petit seigneur local terré dans un château désert. Lors de l'affrontement qui l'oppose à ce dernier, Thorgal le neutralise mais semble se noyer, et se retrouve dans l'entremonde. La gardienne des clés lui explique alors que Noral était autrefois un jeune homme éperdument amoureux d'une femme. Mais Odin en personne s'éprit également de la jeune femme et, devant son refus, il la tua et maudit le malheureux Noral, le condamnant à vivre son chagrin pour l'éternité.
Pour retourner dans son monde et empêcher le pire, Thorgal est contraint d'affronter 3 épreuves: le monde du passé, le monde du futur et le monde du présent. Dans le premier, le héros se retrouve face à lui-même, petit, dans un gigantesque vaisseau spatial où il apprend ses origines... Il devra résoudre bien des énigmes pour se sortir de cette dimension, à l'issue de laquelle son "moi enfant" lui transmet un objet magique, une petite maquette de bateau.
Dans la seconde épreuve, Thorgal doit affronter des énigmes dans le Helheim, le monde des morts. Il y apprend par l'esprit de l'être aimé de Noral que la source de sa malédiction est le médaillon qu'il porte autour du cou, ancien cadeau de la jeune femme.
Enfin, au cours de la troisième épreuve, le héros doit faire face à son pire ennemi, Kriss de Valnor en personne, en démontrant toute son adresse de tireur.
Une fois revenu dans la réalité, Thorgal arrive dans le village de pêcheurs. Il se sert de la maquette magique pour rejoindre son île par les airs. Noral, transformé en Jolan, s'apprête à assassiner Aaricia, mais est arrêté de justesse par Thorgal qui brise le médaillon et le délivre ainsi de la malédiction. Thorgal retrouve alors les siens, sains et saufs.

## Principe du jeu
Thorgal : La Malédiction d'Odin est un jeu vidéo d'aventure à la troisième personne, du type pointer-et-cliquer. Le joueur se déplace au sein de décors 3D précalculés où il peut regarder autour de lui, se déplacer, dialoguer avec les personnages et manipuler des objets. Lorsque le curseur de la souris survole un objet utilisable, l'objet devient plus clair. Les écrans de transition entre les paliers du jeu incluent des illustrations par Rosiński.

## Développement
Le jeu a été développé par Cryo Interactive peu avant la faillite du studio. Cryo avait acheté la licence de l'adaptation en jeu vidéo de la bande dessinée. Le jeu a été réalisé avec l'accord de l'éditeur de la BD, Le Lombard, et en coopération avec les auteurs. Le dessinateur de Thorgal, Grzegorz Rosiński, a assuré la direction artistique du jeu.

## Éditions du jeu
Le jeu a été développé et édité par Cryo Interactive en 2002. Le jeu a été développé pour être joué sur PC sous Windows. Une version pour PlayStation était prévue, mais n'a finalement jamais vu le jour en raison de la faillite de Cryo peu de temps après la sortie du jeu. Le jeu a aussi été commercialisé aux États-Unis par The Adventure Company sous les titres Curse of Atlantis: Thorgal's Quest et Thorgal: Odin's Curse. The Adventure Company a réédité le jeu en France en 2005. Les droits sur le jeu ont été rachetés par Microïds en 2008 en même temps que toutes les marques et franchises de Cryo.

## Accueil
Le site Jeuxvideo.fr, dans un test réalisé en 2006, souligne la qualité des graphismes et de la musique et la fidélité du jeu à la bande dessinée qu'elle adapte ; en contrepartie, le jeu ne présente aucune innovation particulière par rapport à ce qui se faisait déjà dans le genre. Une critique réalisée plusieurs années après la sortie du jeu par le site de fans Thorgal-BD souligne elle aussi la grande fidélité du jeu à la bande dessinée, aussi bien dans les graphismes (à cette réserve près que le testeur juge le visage de Thorgal peu ressemblant) que dans l'ambiance sonore et le scénario. En revanche, la critique reproche au jeu sa linéarité, sa grande brièveté et les nombreux bugs qui le parsèment.
Dans une critique de la version US postée en 2003 sur le site GameSpot, Ron Dulin reproche au jeu sa trop grande brièveté, le simplisme d'une grande partie des énigmes, et la piètre qualité des voix anglaises ; l'absence de connaissance de la bande dessinée rend par ailleurs déconcertantes certaines des révélations qu'amène le scénario, lequel, selon lui, ne manque pas de qualités par ailleurs.